# Parbbatipur
Parbbatipur là một thị trấn thống kê (census town) của quận Nadia thuộc bang Tây Bengal, Ấn Độ.

## Nhân khẩu
Theo điều tra dân số năm 2001 của Ấn Độ, Parbbatipur có dân số 7833 người. Phái nam chiếm 51% tổng số dân và phái nữ chiếm 49%. Parbbatipur có tỷ lệ 77% biết đọc biết viết, cao hơn tỷ lệ trung bình toàn quốc là 59,5%: tỷ lệ cho phái nam là 82%, và tỷ lệ cho phái nữ là 72%. Tại Parbbatipur, 9% dân số nhỏ hơn 6 tuổi.